# 2656 Evenkia
2656 Evenkia è un asteroide della fascia principale. Scoperto nel 1979, presenta un'orbita caratterizzata da un semiasse maggiore pari a 2,2551230 UA e da un'eccentricità di 0,0806778, inclinata di 3,19872° rispetto all'eclittica.